# Řád cti (Kazachstán)
Řád cti (kazašsky: Құрмет ордені, Qurmet ordeni) je státní vyznamenání Republiky Kazachstán. Řád byl založen roku 1993 a je udílen za zásluhy občanům Kazachstánu.

## Historie a pravidla udílení
Řád byl založen roku 1993. Svým vzhledem vychází ze sovětského vzoru, neboť v Kazachstánu neexistovala tradice rytířských řádů, na kterou by mohl Kazachstán po rozpadu Sovětského svazu navázat. Udílen je občanům Kazachstánu za úspěchy v oblasti hospodářské, vědecké, kulturní, sociální či vzdělávací.

## Insignie

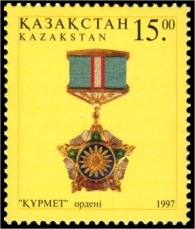
Poštovní známka z Kazachstánu z roku 1997 s vyobrazením Řádu cti

Řádový odznak má podobu pěticípé pozlacené hvězdy položené na stříbrném pětiúhelníku s konkávními stranami. Cípy hvězdy jsou zdobeny zeleným smaltem. Spodní dva cípy jsou spolu spojeny červeně smaltovanou stuhou s nápisem KURMET. Uprostřed je modře smaltovaný medailon se zlatým sluncem.
Stuha z hedvábného moaré je modré barvy uprostřed s bílým pruhem, který je z obou stran lemován užšími pruhy červené barvy.